# محمد مقصيدي
محمد مقصيدي شاعر وكاتب مغربي  ولد في 28 نونبر 1979م، بالدار البيضاء. حاصل على الإجازة في العلوم السياسية من جامعة محمد الخامس بالرباط، ودبلوم معهد تكوين الأساتذة حيث اشتغل بسلك التدريس ثمانية سنوات، أصدر خلالها جريدة أركاديا الثقافية مع مجموعة من الأدباء المغاربة . انتقل بعدها إلى اليونان حيث حصل على الجنسية اليونانية، يقيم حاليا ببلجيكا .
فاز بجوائز وطنية وعربية . وينشر في العديد من الجرائد المغربية والدولية، والمواقع الإلكترونية . تتميز كتاباته الشعرية والفكرية بأسلوب جد متميز يكسر كل القوالب الأدبية والفكرية والاجتماعية والسياسية، وبنقذ لاذع للموروث الثقافي والديني وللنظام السياسي، كما تتميز بحداثة مفرطة تتجاوز كل ما هو كائن نحو الممكن والمستحيل.
تعرض للتضييق والتهديدات بالقتل بعد عموده الأسبوعي «بالأبيض والأسود»  ـ الذي يعمل من خلاله على الانتصار لحرية الإنسان ضد أساطير وخرافات الدين، وللانتصار لحقوق المرأة والأقليات والمضطهدين بما فيها مسألة المثليين الجنسيين في العالم الإسلامي، وهو ما أثار موجة انتقادات شديدة وصلت إلى حد تهديد مدير نشر جريدة هسبريس التي كانت تنشر العمود بالقتل في حالة إستمرار عمود محمد مقصيدي على صفحاتها .
كان من مؤسسي منتدى أطلنتيس الشعري في المغرب . وهو يشغل الآن منصب رئيس اتحاد المعارضين واللاجئين السياسيين المغاربة.

## الأعمال (الشعرية)
أصدر ديوانين شعرين :
السندباد البري يعلن الرحيل إلى مدن السؤال
أما ديوانه الثاني فلم يحمل أي عنوان .
له ديوان مخطوط : سماء تسقط بلا ملائكة .